# Casa Kirchgässner
A Casa Kirchgässner é uma construção histórica da cidade de Curitiba.
A edificação é a primeira construção modernista da capital paranaense, construída na década de 1930 pelo alemão Frederico Kirchgässner.
A casa é uma Unidade de Interesse de Preservação (UIP) e os herdeiros de Frederico Kirchgässner tem a intenção de transformar o local em uma casa-museu.